# Wadeck Stanczak
Wadeck Stanczak, nato Władysław Stańczak (Arpajon, 30 novembre 1961), è un attore francese, di origine polacca.

## Filmografia

### Cinema
- Les Cavaliers de l'orage, regia di Gérard Vergez (1984)

- Hors-la-loi, regia di Robin Davis (1985)
- Rendez-vous, regia di André Téchiné (1985)
- Le lieu du crime, regia di André Téchiné (1986)
- Il disordine (Désordre), regia di Olivier Assayas (1986)
- Ennemis intimes, regia di Denis Amar (1987)
- La luce del lago (La lumière du lac), regia di Francesca Comencini (1988)
- Chimere (Chimère), regia di Claire Devers (1989)
- Una vita scellerata, regia di Giacomo Battiato (1990)
- Autre - L'altro (L'autre), regia di Bernard Giraudeau (1991)
- Il ritorno di Casanova (Le retour de Casanova), regia di Édouard Niermans (1992)
- La Nuit de l'océan, regia di Antoine Perset (1992)
- Bella vista, regia di Alfredo Arias (1992)
- La Vie crevée, regia di Guillaume Nicloux (1992)
- Le linge sale, regia di Muriel Téodori - cortometraggio (1993)
- C'est jamais loin, regia di Alain Centonze (1996)
- I colori del diavolo (Les couleurs du diable), regia di Alain Jessua (1997)
- Furia, regia di Alexandre Aja (1999)
- Là-bas... mon pays, regia di Alexandre Arcady (2000)
- El derechazo, regia di Julien Lacombe e Pascal Sid - cortometraggio (2005)

### Televisione
- La maledizione dei templari (Les rois maudits) – miniserie TV, 5 episodi (2005)
- Paris 16ème – serie TV, 33 episodi (2009)
- Bella è la vita (Plus belle la vie) – serie TV, 11 episodi (2012)

## Doppiatori italiani
- Massimo Rossi in Il disordine
- Luca Biagini in Cellini - Una vita scellerata
- Francesco Prando in Il ritorno di Casanova